# معاهدة إسطنبول (1897)
معاهدة إسطنبول لعام 1897 هي معاهدة بين الدولة العثمانية ومملكة اليونان في العاصمة العثمانية إسطنبول وقعت في 4 ديسمبر 1897 لتنهي الحرب العثمانية اليونانية. نصت المعاهدة على أن تدفع الحكومة اليونانية 4 ملايين ليرة عثمانية كتعويض لصالح الدولة العثمانية وأن لا تنسحب القوات العثمانية من الأراضي اليونانية التي سيطرت عليها خلال الحرب حتى يتم دفع التعويضات، في المقابل تمنح الدولة العثمانية جزيرة كريت حق الحكم الذاتي.